# Javor (Ljubljana)
Javor is een plaats in Slovenië en maakt deel uit van de gemeente Ljubljana in de NUTS-3-regio Osrednjeslovenska. De plaats telde 184 inwoners op 1 januari 2020.